# IC 2253
IC 2253 је елиптична галаксија у сазвјежђу Рак која се налази на листи објеката дубоког неба у Индекс каталогу.
Деклинација објекта је + 21° 24' 37" а ректасцензија 8h 16m 33,9s. Привидна величина (магнитуда) објекта IC 2253 износи 14,0 а фотографска магнитуда 15,0. IC 2253 је још познат и под ознакама MCG 4-20-11, CGCG 119-24, PGC 23204.